# Mantispa indica
Mantispa indica är en insektsart som beskrevs av John Obadiah Westwood 1852. Mantispa indica ingår i släktet Mantispa och familjen fångsländor. Utöver nominatformen finns också underarten M. i. ceylanica.